# Kleine Lindt
Pour les articles homonymes, voir Lindt.
Kleine Lindt est un hameau situé dans la commune néerlandaise de Zwijndrecht, dans la province de la Hollande-Méridionale.

## Histoire
Kleine Lindt a été une commune indépendante jusqu'au 19 août 1857. À cette date, elle est supprimée et rattachée à Heerjansdam, commune à laquelle Kleine Lindt avait déjà été rattachée de 1812 à 1817.